# Fabronia julacea
Fabronia julacea är en bladmossart som beskrevs av Bescherelle 1877. Fabronia julacea ingår i släktet Fabronia och familjen Fabroniaceae. Inga underarter finns listade i Catalogue of Life.